# Włodzimierz Godek
Włodzimierz Godek (ur. 23 października 1929 w Makowie Podhalańskim, zm. 24 kwietnia 1960 w Warszawie) – polski dziennikarz, członek kolegium redakcyjnego tygodnika "Po prostu".
Syn kolejarza z Nowego Sącza, absolwent tamtejszej szkoły średniej im. Bolesława Chrobrego. Absolwent Wydziału Prawa Uniwersytetu Wrocławskiego (1952) i Wydziału Filozofii Uniwersytetu Warszawskiego (1954). Dziennikarz "Po prostu" (1953-1957), po rozwiązaniu pisma w 1957 r. pracował w Agencji Robotniczej, miesięczniku "Kraj" i od stycznia 1959 w redakcji "Zarzewia", jako kierownik działu kulturalno-oświatowego. Zmarł śmiercią tragiczną. Jego imię nosi jedna z ulic w Nowym Sączu.